# Federação Portuguesa de Judo
Die Federação Portuguesa de Judo (FPJ) ist der Dachverband für Judo in Portugal. Die FPJ hat ihren Sitz in der Hauptstadt Lissabon, in der Rua do Quelhas Nummer 32.
Die FPJ gehört u. a. der International Judo Federation, der Europäischen Judo-Union, dem Dachverband Confederação do Desporto de Portugal und dem Comité Olímpico de Portugal, dem Nationalen Olympischen Komitee Portugals an.
Seit den Portugiesischen Judomeisterschaften 1963 organisiert die FPJ jährlich die einheitlichen Landesmeisterschaften in Portugal. Sie betreut zudem die portugiesische Nationalmannschaft bei internationalen Wettbewerben, darunter die Welt- und Europameisterschaften, die Olympischen Sommerspiele, und die Jogos da Lusofonia, die Spiele der Portugiesischsprachigen Welt.
Die FPJ unterhält ihr Leistungszentrum (Centro de Alto Rendimento) in Anadia, im Velódromo Nacional.

## Geschichte

### Vorgeschichte

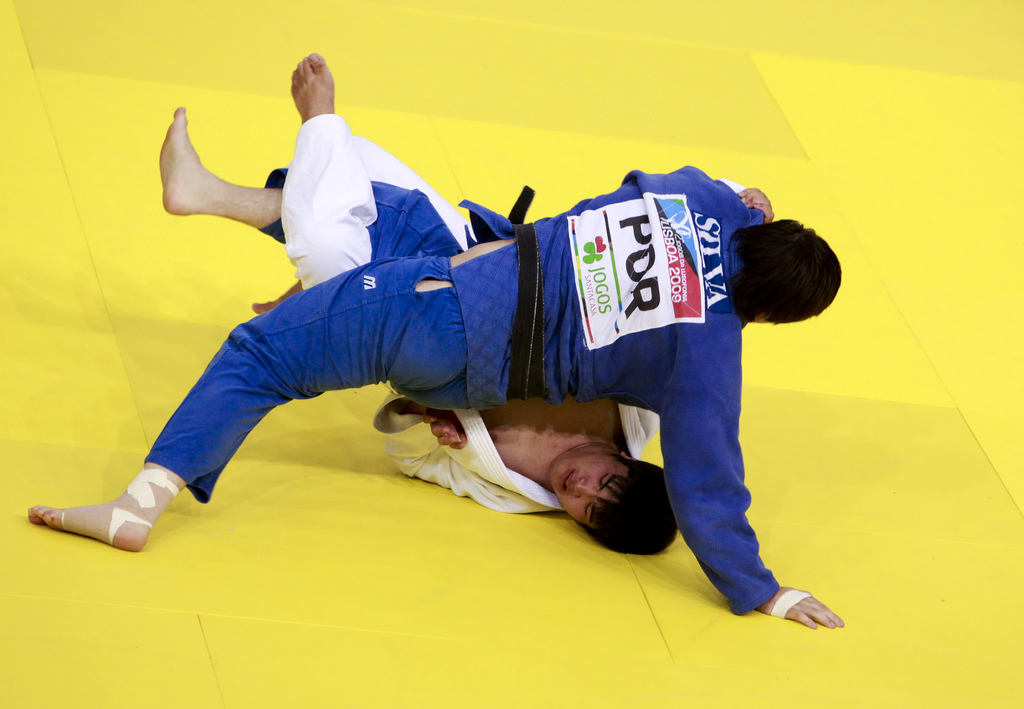
Portugiesischer Judoka der FPJ bei den Jogos da Lusofonia 2009

Anfang des 20. Jahrhunderts wurde Judo erstmals in Portugal in der Öffentlichkeit bekannt, durch eine Vorführung zweier Offiziere der Kaiserlichen Japanischen Marine, die in Lissabon vor Anker lag. 1914 wurde mit Armando Gonçalves' A defesa na rua (dt.: Die Verteidigung auf der Straße) erstmals Judo in einem Buch in Portugal erwähnt. António Correia Pereira wurde der erste portugiesische, beim Kōdōkan registrierte Träger eines Schwarzen Gürtels (1. Dan), und er gründete 1946 in Lissabon die Academia de Budo, die erste Judoschule im Land. Zudem gab er die erste Judozeitschrift heraus, von der jedoch nur neun Ausgaben erschienen. Er schrieb auch das 1950 unter seinem Pseudonym Minuro erschienene Buch A essência do Judo (dt.: Die Essenz des Judos), für das er Lob von Kanō Jigorōs Sohn Risei Kanō und von Kinosuka Tanaka bekam.
In den 1950er Jahren erfuhr Judo in Portugal einige Impulse insbesondere durch die Ankunft erfahrener Judokas aus dem Ausland. Nachdem sich Masami Shirooka einige Zeit ab 1947 in der Academia de Budo aufgehalten hatte, kamen 1955 mit den Franzosen Henry Bouchend’Home und Decruet zwei Danträger nach Portugal, die hier fortan unterrichteten, so Decruet in der Militärschule von Mafra und Bouchend’Home in der französischen Schule in Lissabon (Liceu Francês Charles Lepierre) und dem Lisboa Ginásio Clube. Etwa zur gleichen Zeit eröffnete der Schweizer Danträger Antony Stryker eine Judoschule in Lissabon, nahe dem heutigen U-Bahnhof Intendente. Der Ginásio Clube Português in Lissabon und Judointeressierte in Almada waren weitere Aktive, die in der Judoschule Strykers im Oktober 1956 zum ersten größeren Wettkampf in Portugal antraten, dem Lisboa - Sintra, das 4:2 für Lissabon gegen Sintra ausging.
Insbesondere Schüler Bouchend’Homes und Strykers kamen danach zusammen, um einen Judo-Verband zu gründen. Am 12. Juli 1957 gründeten sie den Judo Clube de Portugal. Er entwickelte eine Reihe Aktivitäten, darunter den Besuch des 6. Dans Kiyoshi Mizuno 1958 und den ersten Wettkampf Lissabon-Porto 1959. Im August 1958 besuchten Ichiro Abe, Kiyoshi Kobayashi und der Belgier Lannoy-Clerraux Lissabon. Kobayashi blieb daraufhin für zwei Jahre, nach einem Abkommen zwischen der portugiesischen und der japanischen Regierung, und ließ sich danach in Portugal nieder. U.a. lehrte er seinen Freund und späteren spanischen König Juan Carlos in dessen Exil in Estoril, war in zahlreichen Vereinigungen und Klubs aktiv (u. a. bei Sporting Lissabon), und wurde mehrmals Nationaltrainer verschiedener Auswahlen, u. a. bei Olympischen Spielen (Montreal 1976, Los Angeles 1984 und Seoul 1988).
1959 verstärkten sich die Aktivitäten im portugiesischen Judo weiter. Neben Jōjima und Ogura besuchte in dem Jahr auch Kyoshi Mizuno (6. Dan) Portugal. Im Stadion der Universität Lissabon wurden 1959 mit dem 1º Campeonato Nacional Absoluto unter freiem Himmel auch die ersten Landesmeisterschaften abgehalten, Sieger wurde Arlindo de Carvalho.

### Seit Gründung
Am 28. Oktober 1959 wurde die Federação Portuguesa de Judo (FPJ) gegründet, durch den Judo Clube de Portugal, der bis 1962 alle Verbandsaktivitäten an die FPJ übertrug. Erste Mitglieder wurden die Vereine Clube Shell, Judo Clube de Beja, Ginásio Clube Português und der Circulo de Judo do Porto (Vorläufer des Clube de Judo do Porto). Noch im gleichen Jahr vertrat die FPJ Portugal erstmals am Kongress der Europäischen Judo-Union, und wurde 1961 als Vollmitglied aufgenommen.

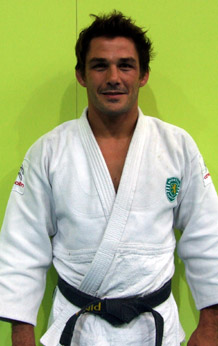
João Pina, zweifacher Europameister

Im Mai 1961 nahm Portugal erstmals an Judo-Europameisterschaften teil, und im Dezember an den Judo-Weltmeisterschaften 1961 in Paris, wo die FPJ das Land auch erstmals bei einem Kongress der International Judo Federation vertrat. Noch im gleichen Jahr besuchte der erste Judoweltmeister, Shōkichi Natsui, in Begleitung des Saberro Matsushita Lissabon.
Die Portugiesischen Judomeisterschaften 1963, der Besuch Ito Sunichis, und der Umzug des Verbandssitzes zum historischen Lissabonner Innenstadtplatz Praça da Alegria nahe der Avenida da Liberdade markierten für die FPJ das Jahr 1963.
In den 60er und frühen 70er Jahren folgten eine Reihe nationaler und internationaler Wettkämpfe und Besuche japanischer Danträger. Die Nelkenrevolution am 25. April 1974 sorgte dann für eine tiefgreifende Demokratisierung und Neuorientierung auch innerhalb der FPJ. Der Verband gab sich eine neue Satzung und demokratische Struktur, er erhielt eine Reihe neuer Einrichtungen von staatlicher Seite, und entwickelte professionelle Trainerschulungen. Am 7. November 1977 wurde die FPJ als gemeinnützige Sportinstitution (Instituição de Utilidade Pública Desportiva) anerkannt und ist damit seither steuerbegünstigt.
Mehrmals erreichten seither Judokas der FPJ internationale Erfolge, etwa die mehrfache Europameisterin Telma Monteiro, die Zweite bei den Judo-Weltmeisterschaften 2010 wurde und Portugal bei den Olympischen Spielen 2004 in Athen vertrat.
Nuno Delgado gewann mit seiner Bronzemedaille in Sydney 2000 als erster portugiesischer Judoka eine olympische Medaille, bevor Telma Monteiro in Rio de Janeiro 2016 mit ihrer Bronzemedaille die zweite portugiesische Judo-Olympiamedaille errang.

## Struktur

### Organe
Präsident für die Amtsperiode 2013–2016 ist der Ingenieur José Manuel Álvares da Costa e Oliveira. Neben der Verbandsleitung mit Präsident, Vizepräsident, Schatzmeister, Generalsekretär und Beisitzer, verfügt der Verband über eine vierköpfige Generalversammlung (Assembleia Geral) und vier weitere Organe:
- Conselho de Arbitragem (dt.: Schlichtungsrat, fünfköpfig)
- Conselho Fiscal (dt.: Aufsichtsrat oder auch Kontrollrat, dreiköpfig)
- Conselho de Justiça (dt.: Gerichtsrat, dreiköpfig)
- Conselho de Disciplina (dt.: Disziplinarrat, dreiköpfig)

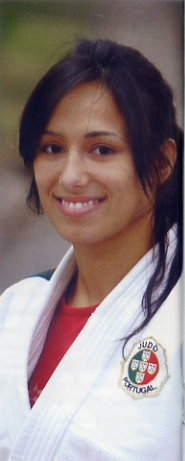
Joana Ramos vom Regionalverband Coimbra, Europameisterin 2011

### Gliederung
Die FPJ gliedert sich in 20 Regional- und zwei Fachverbände:
Fachverbände
- Associação Nacional de Treinadores de Judo (Trainerverband)
- Associação de Árbitros de Judo de Portugal (Schiedsrichterverband)

Regionalverbände
- Associação Distrital de Judo do Algarve (Algarve)
- Associação Distrital de Judo de Aveiro (Distrikt Aveiro)
- Associação de Judo do Arquipélago dos Açores (Autonome Region Azoren ohne die Insel Terceira)
- Associação de Judo de Beja (Distrikt Beja)
- Associação Distrital de Judo de Braga (Distrikt Braga)
- Associação Distrital de Judo de Castelo Branco (Distrikt Castelo Branco)
- Associação Distrital de Judo de Coimbra (Distrikt Coimbra)
- Associação de Judo do Distrito de Évora (Distrikt Évora)
- Associação de Judo do Distrito da Guarda (Distrikt Guarda)
- Associação Distrital de Judo de Leiria (Distrikt Leiria)
- Associação Distrital de Judo de Lisboa (Distrikt Lissabon)
- Associação de Judo da Região Autónoma da Madeira (Autonome Region Madeira)
- Associação de Judo do Distrito de Portalegre (Distrikt Portalegre)
- Associação de Judo do Distrito do Porto (Distrikt Porto)
- Associação de Judo do Distrito de Santarém (Distrikt Santarém)
- Associação Distrital de Judo de Setúbal (Distrikt Setúbal)
- Associação de Judo da Ilha Terceira (Azoreninsel Terceira)
- Associação de Judo do Distrito de Viana do Castelo (Distrikt Viana do Castelo)
- Associação de Judo do Distrito de Viseu (Distrikt Viseu)

## Zahlen

### Sportler und Schiedsrichter
Insgesamt 246 Vereine waren 2014 Mitglied in der FPJ. Die FPJ wies eine Mitgliedszahl von 12.529 registrierten Judoka aus, davon 2.904 weibliche und 9.625 männliche. Darunter waren 1.067 Träger des Schwarzen Gürtels, 678 davon des ersten Dans.
354 aktive Trainer zählte die FPJ in ihren Fortbildungsregistern von 2014, davon 41 Trainer des dritten Grads, 140 Trainer des zweiten Grads und 171 des ersten Grads.

### Finanzen
Das Geschäftsjahr 2014 schloss die FPJ mit einem Verlust von −105.390,- € ab, nach einem Defizit von −159.975,45 € im Vorjahr. Gesamteinnahmen von 1.750.747,18 € (2013: 1.576.429,54 €) standen dabei Ausgaben von insgesamt 1.856.137,18 € (2013: 1.736.404,99 €) gegenüber.
Damit entspricht die Lage des Verbands der allgemein schwierigen Situation weitgehend aller portugiesischen Sportverbände, die sich bei sinkenden öffentlichen Zuschüssen um steigende Einnahmen und gesteigerte Kostenkontrolle bemühen, in einem wirtschaftlich anhaltend schwierigen Umfeld. Grund ist die rigide Sparpolitik der Regierung und die schwache wirtschaftliche Gesamtsituation in Portugal in Folge der Eurokrise.